# Aix Maurienne Savoie Basket
El Aix Maurienne Savoie Basket (AMSB) es un equipo de baloncesto francés con sede en la ciudad de Aix-les-Bains, que compite en la Pro B, la segunda competición de su país. Disputa sus partidos en la Halle Marlioz, con capacidad para 1.900 espectadores.

## Historia
El club fue creado en 1969 bajo el nombre de Maurienne Savoie Basket. 24 años después de su creación (1993), el equipo logró ascender por 1ª vez en su historia a la Pro B (2ª división del baloncesto francés). Tan solo 4 años después (1997) de su ascenso a la Pro B, el club quedó campeón de los play-offs de la liga, pero no ascendió a la Pro A (1ª división del baloncesto francés). 
Por motivos económicos y deportivos, el club se fusionó en 2005 con la Jeunesse Sportive Aixoise, dando lugar al club que conocemos hoy: el Aix Maurienne Savoie Basket. En 2015, tras quedar 17º en la Pro B, el club descendió a la NM1 (3ª división del baloncesto francés), poniendo fin a 22 años seguidos jugando en la Pro B. En la temporada 2015-2016, a pesar de quedar 7º en la fase regular de la NM1, el club logró la hazaña de proclamarse campeón de los play-offs de la liga, regresando de esta manera a la Pro B tan sólo un año después. Actualmente, el club cuenta con 30 años de experiencia en la Pro B.

## Trayectoria
| Temporada | Nivel | Liga  | Pos. | Resultado          | Copa de Francia  |
| --------- | ----- | ----- | ---- | ------------------ | ---------------- |
| 2004–05   | 2     | Pro B | 11º  | -                  | 16avos de final  |
| 2005–06   | 2     | Pro B | 9º   | -                  | 16avos de final  |
| 2006–07   | 2     | Pro B | 14º  | -                  | 32avos de final  |
| 2007–08   | 2     | Pro B | 9º   | -                  | 32avos de final  |
| 2008–09   | 2     | Pro B | 12º  | -                  | -                |
| 2009–10   | 2     | Pro B | 4º   | Semifinales        | Octavos de final |
| 2010–11   | 2     | Pro B | 7º   | Cuartos de final   | Octavos de final |
| 2011–12   | 2     | Pro B | 5º   | Cuartos de final   | 32avos de final  |
| 2012–13   | 2     | Pro B | 10º  | -                  | 32avos de final  |
| 2013–14   | 2     | Pro B | 8º   | Cuartos de final   | 16avos de final  |
| 2014–15   | 2     | Pro B | 17º  | Descenso           | 16avos de final  |
| 2015–16   | 3     | NM1   | 7º   | Campeonesplay-offs | 16avos de final  |
| 2016–17   | 2     | Pro B | 16º  | -                  | 16avos de final  |
| 2017–18   | 2     | Pro B | 11º  | -                  | 64avos de final  |
| 2018–19   | 2     | Pro B | 16º  | -                  | 16avos de final  |
| 2019–20*  | 2     | Pro B | 16º  | -                  | 64avos de final  |
| 2020–21   | 2     | Pro B | 15º  | -                  | 64avos de final  |
| 2021–22   | 2     | Pro B | 11º  | -                  | 32avos de final  |
| 2022–23   | 2     | Pro B | 15º  | -                  | 64avos de final  |
| 2023–24   | 2     | Pro B | 14º  | -                  | 64avos de final  |

*La temporada fue cancelada debido a la pandemia del coronavirus.

## Palmarés
- Pro B

-   -  Campeones Play-Offs (1): 1997

- NM1

-   -  Campeones Play-Offs (1): 2016

## Jugadores destacados
| - Jaraun Burrows (2019-2020) - Benoit Mbala (2018-2019, 2020-2021) - Antonio Ballard (2020-2021) - Erroyl Bing (2012-2014) - Julian Blanks (2007-2008) - Steffon Bradford (2015-2016) - Wilbert Brown (2011-2013) - Warren Carter (2014) - Chris Dunn (2008-2010, 2011) - Markel Humphrey (2014-2015) |  | - Jeb Ivey (2013-2014) - K.J. Jackson (2023, 2023-2024) - Willie Jenkins (2006-2007) - Curtis Kelly (2017-2018) - Ronald March (2019-2020) - James Mathis (2010-2011) - Jonathan McClark (2005-2008) - David Nichols (2022-2023) - D.J. Richardson (2018-2019) - Rayvonte Rice (2016-2017) |  | - Rashard Sullivan (2008-2009) - Andre Williamson (2016-2017) - Chaz Williams (2021-2022) - Ilari Seppälä (2019-2021) - Simon Darnauzan (2003-2004, 2005-2007, 2010-2013) - Yannick Gaillou (2004-2009) - Mérédis Houmounou (2011-2013) - Cédric Mélicie (2006-2007) - Kadri Moendadze (2020-2022) - Aurélien Rigaux (2015-2017) - Jean-Philippe Tailleman (2007-2010) |  | - Moses Sonko (2009-2011, 2015-2018) - Paulius Dambrauskas (2016-2017) - Charles Nkaloulou (2019-2020) - Dagoberto Peña (2021-2022) - Gavin Kensmil (2022-2023) - / Jarred Ogungbemi-Jackson (2018-2019) - / Joachim Ekanga-Ehawa (2010-2015) - / Chris Dowe (2014-2015) - / Dar Tucker (2011-2012, 2013-2014) - / Eric Washington (2021) - / Bambale Osby (2011-2012, 2015) |  | - / Akeem Williams (2017-2018) - / Shaun Willett (2023, 2023-2024) - / Karim Atamna (1999-2000, 2015-2020) - / Gide Noël (2016-2018, 2023-) - / Moussa Badiane (2009-2010) - / David Ramseier (2019-2023) - / J.J. García (2021-2024) |